# Chính sách thị thực của Hoa Kỳ

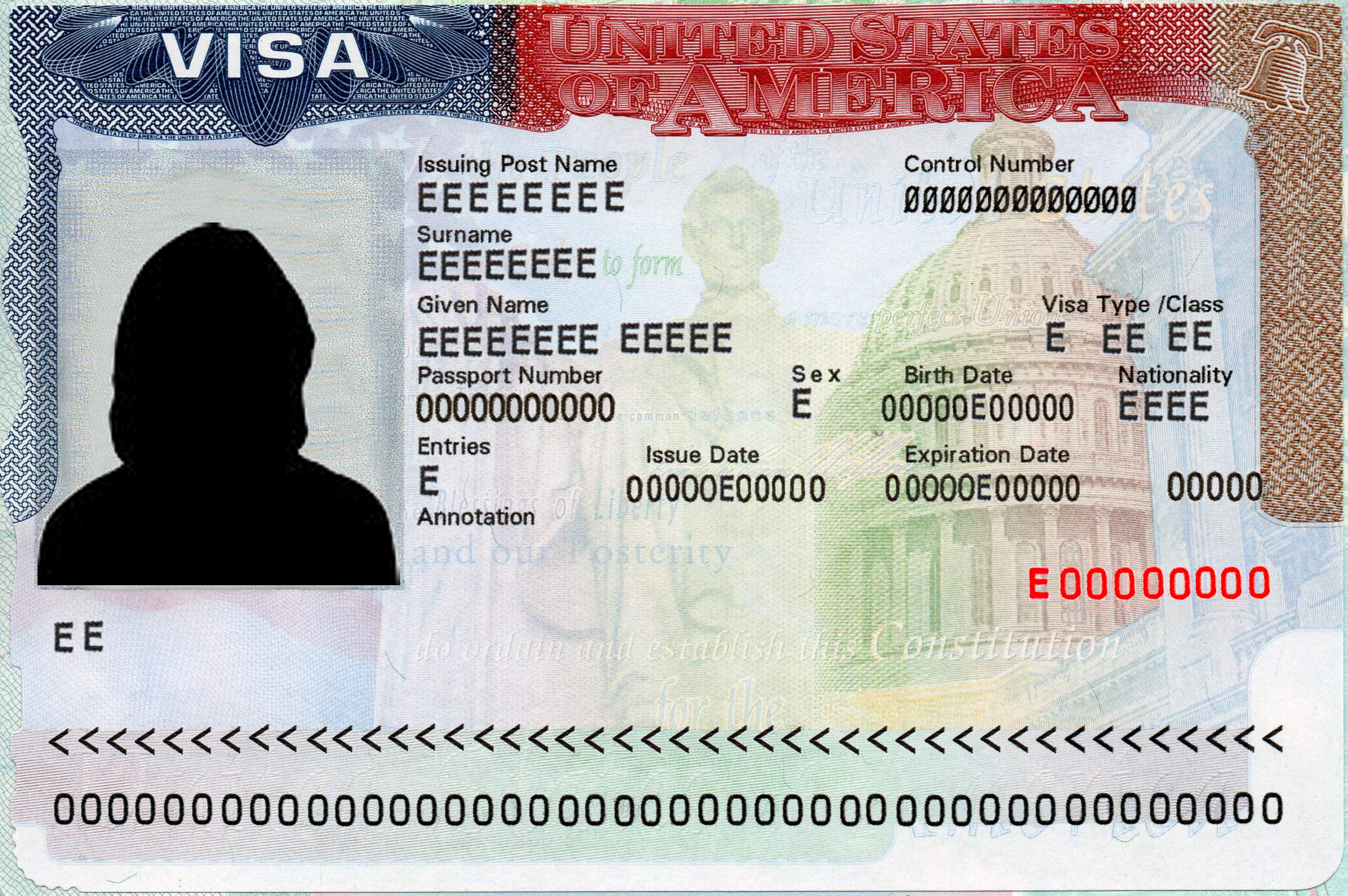
Một mẫu thị thực Hoa Kỳ

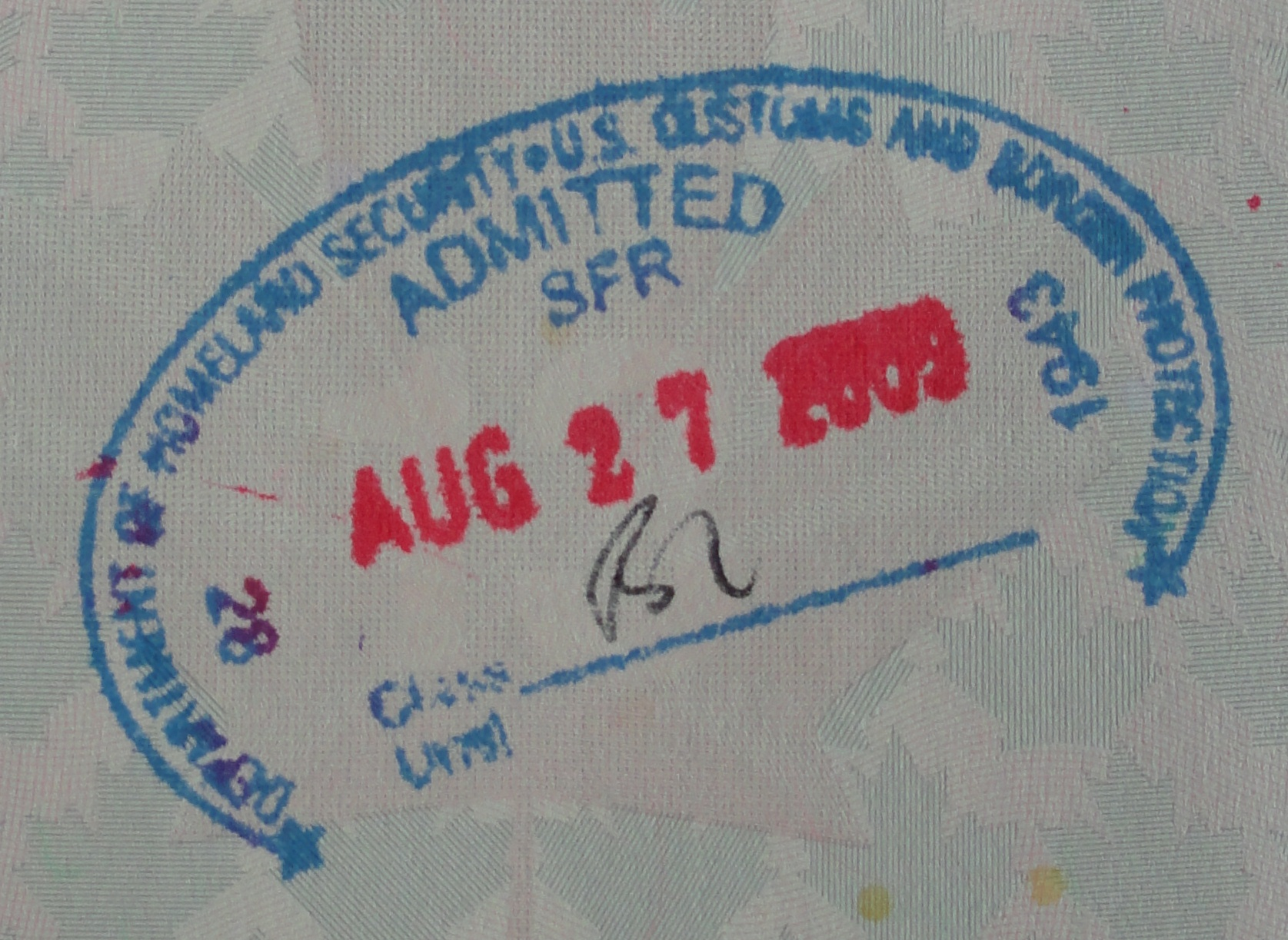
Dấu hộ chiếu nhập cảnh Hoa Kỳ cấp cho công dân của Canada do Cục Hải quan và Biên phòng Hoa Kỳ tại Sân bay quốc tế San Francisco.

Chính sách thị thực Hoa Kỳ gồm các quy định yêu cầu mà một công dân nước ngoài có nhu cầu nhập cảnh Hoa Kỳ phải đáp ứng để có được một thị thực, cho phép nhập cảnh và lưu lại Hoa Kỳ. Du khách đến Hoa Kỳ phải được cập một thị thực nhập cảnh từ một trong những cơ quan ngoại giao Hoa Kỳ trừ khi họ đến từ một trong những nước được miễn thị thực hoặc thị thực các nước chương trình miễn. Các quy tắc tương tự áp dụng cho Puerto Rico và Quần đảo Virgin Hoa Kỳ trong khi quy tắc hơi khác nhau áp dụng cho Guam, Quần đảo Bắc Mariana và Samoa thuộc Mỹ.
Hoa Kỳ cho phép miễn thị thực nhập cảnh cho:
- Công dân của các quốc gia Hiệp ước Liên kết Tự do: Liên bang Micronesia, các quần đảo Marshall và Palau
- Công dân của Canada, bao gồm cả những người nộp đơn xin tình trạng TN tại biên giới
- Công dân của một trong số 38 quốc gia là một phần của Chương trình miễn thị thực
- Công dân của Bahamas, Bermuda, Quần đảo Virgin thuộc Anh, quần đảo Cayman và quần đảo Turks và Caicos trong điều kiện nhất định.
- Những người có mẫu I-512 ("Authorization for Parole of an Alien into the United States")

## Bản đồ chính sách thị thực

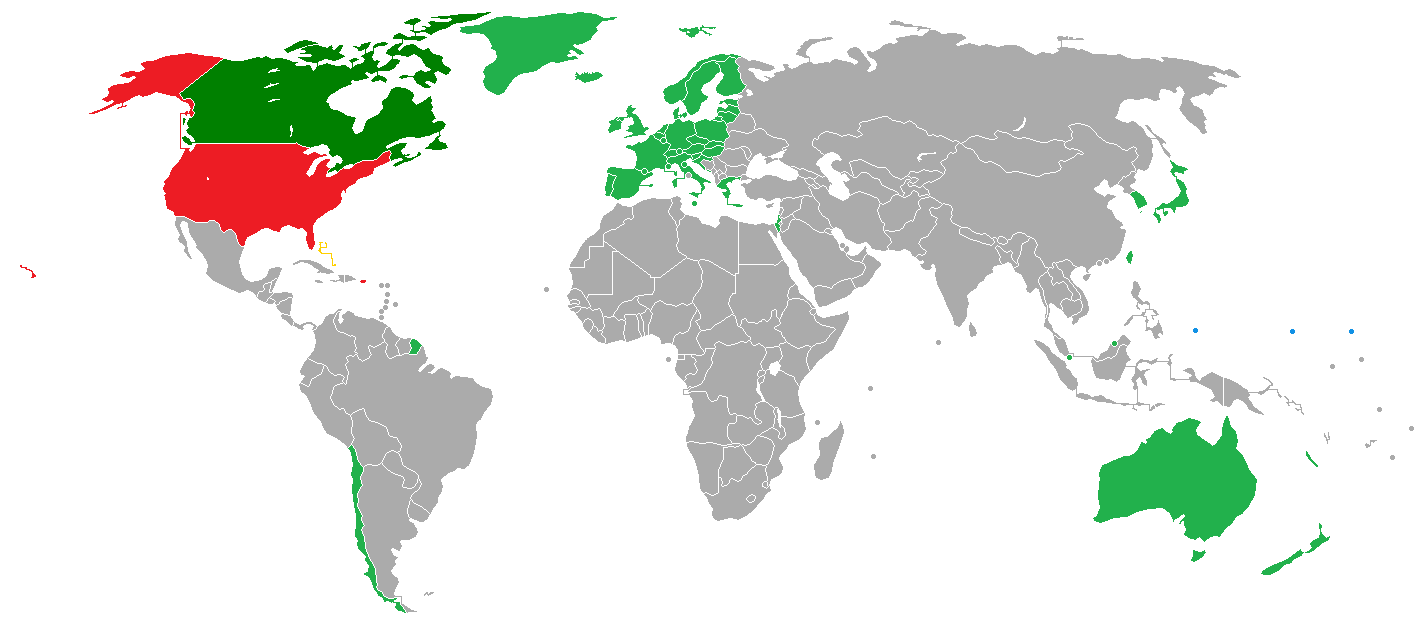
Hoa Kỳ và các lãnh thổ của mình
Các quốc gia được miễn thị thực
Các quốc gia thuộc Chương trình bãi bỏ thị thực

## Miễn thị thực
Hiện nay chỉ có bốn quốc gia được miễn thị thực nhập cảnh, cũng ba trong bốn quốc gia liên kết với Hiệp ước Liên kết Tự do.
Công dân Canada không cần visa đến thăm Hoa Kỳ, và có thể học và làm việc theo thủ tục đơn giản hóa đặc biệt.
Công dân của các quốc gia sau, liên kết với Hoa Kỳ bởi Hiệp ước Liên kết Tự do, không cần thị thực để nhập, cư trú, học tập, và làm việc không thời hạn tại Hoa Kỳ:
- Quần đảo Marshall[4]
- Micronesia[5]
- Palau[6]

### Chương trình bãi bỏ thị thực
Hiện nay, 38 quốc gia đã được chính phủ Hoa Kỳ đưa vào chương trình miễn thị thực và các công dân của họ không cần phải có được một thị thực Hoa Kỳ (nhưng được yêu cầu có được uỷ quyền điện tử nếu đến bằng máy bay hoặc tàu thủy du lịch) để thăm Hoa Kỳ (bao gồm Puerto Rico và quần đảo Virgin thuộc Mỹ)::
| - Andorra - Úc - Áo - Bỉ - Brunei - Chile - Cộng hoà Séc - Đan Mạch - Estonia - Phần Lan - Pháp - Đức - Hy Lạp | - Hungary - Iceland - Ireland - Ý - Nhật Bản - Hàn Quốc - Latvia - Liechtenstein - Lithuania - Luxembourg - Malta - Monaco - Hà Lan | - New Zealand - Na Uy - Ba Lan - Bồ Đào Nha - San Marino - Singapore - Slovakia - Slovenia - Tây Ban Nha - Thụy Điển - Thụy Sĩ - Đài Loan - Vương quốc Anh |

### Alaska
Công dân của Khu tự trị Chukotka tại Nga mà là thành viên của nhóm người bản xứ không cần thị thực để đến Alaska nếu họ có họ hàng (họ hàng ruột thịt, thành viên bộ tộc, người bản sứ mà có cùng ngôn ngữ và di sản văn hóa) tại Alaska. Cửa khẩu tại Gambell và Nome.
Người bình thường phải được mời bởi họ hàng tại Alaska, phải thông báo với chính quyền địa phương ít nhất 10 ngày trước khi đến Alaska, và phải rời Alaska trong vòng 90 ngày.
Thỏa thuận này được ký giữa Nga và Mỹ vào ngày 23 tháng 9 năm 1989. Mỹ cho nó có hiệu lực từ ngày 17 tháng 7 năm 2015.

### Tóm tắt về miễn thị thực
| Quốc gia hoặc vùng lãnh thổ | Đường bộ                              | Hàng không/Tàu du lịch                | Tất cả các loại phương tiện giao thông | Tất cả các loại phương tiện giao thông | Tất cả các loại phương tiện giao thông | Tất cả các loại phương tiện giao thông |
| Quốc gia hoặc vùng lãnh thổ | 50 bang, Quận Columbia và Puerto Rico | 50 bang, Quận Columbia và Puerto Rico | Quần đảo Virgin thuộc Hoa Kỳ           | Guam                                   | Quần đảo Bắc Mariana                   | Samoa thuộc Mỹ                         |
| --------------------------- | ------------------------------------- | ------------------------------------- | -------------------------------------- | -------------------------------------- | -------------------------------------- | -------------------------------------- |
| Canada                      | Có                                    | Có                                    | Có                                     | Có                                     | Có                                     | cấp phép điện tử                       |
| Bermuda                     | Có                                    | Có                                    | Có                                     | Có                                     | Có                                     | Không                                  |
| Quần đảo Marshall           | Có                                    | Có                                    | Có                                     | Có                                     | Có                                     | Không                                  |
| Micronesia                  | Có                                    | Có                                    | Có                                     | Có                                     | Có                                     | Không                                  |
| Palau                       | Có                                    | Có                                    | Có                                     | Có                                     | Có                                     | Không                                  |
| Úc                          | Có                                    | cấp phép điện tử                      | cấp phép điện tử                       | Có                                     | Có                                     | cấp phép điện tử                       |
| Brunei                      | Có                                    | cấp phép điện tử                      | cấp phép điện tử                       | Có                                     | Có                                     | cấp phép điện tử                       |
| Nhật Bản                    | Có                                    | cấp phép điện tử                      | cấp phép điện tử                       | Có                                     | Có                                     | cấp phép điện tử                       |
| New Zealand                 | Có                                    | cấp phép điện tử                      | cấp phép điện tử                       | Có                                     | Có                                     | cấp phép điện tử                       |
| Singapore                   | Có                                    | cấp phép điện tử                      | cấp phép điện tử                       | Có                                     | Có                                     | cấp phép điện tử                       |
| Hàn Quốc                    | Có                                    | cấp phép điện tử                      | cấp phép điện tử                       | Có                                     | Có                                     | cấp phép điện tử                       |
| Đài Loan                    | Có                                    | cấp phép điện tử                      | cấp phép điện tử                       | Có                                     | Có                                     | cấp phép điện tử                       |
| Vương quốc Anh              | Có                                    | cấp phép điện tử                      | cấp phép điện tử                       | Có                                     | Có                                     | cấp phép điện tử                       |
| Andorra                     | Có                                    | cấp phép điện tử                      | cấp phép điện tử                       | cấp phép điện tử                       | cấp phép điện tử                       | cấp phép điện tử                       |
| Áo                          | Có                                    | cấp phép điện tử                      | cấp phép điện tử                       | cấp phép điện tử                       | cấp phép điện tử                       | cấp phép điện tử                       |
| Bỉ                          | Có                                    | cấp phép điện tử                      | cấp phép điện tử                       | cấp phép điện tử                       | cấp phép điện tử                       | cấp phép điện tử                       |
| Chile                       | Có                                    | cấp phép điện tử                      | cấp phép điện tử                       | cấp phép điện tử                       | cấp phép điện tử                       | cấp phép điện tử                       |
| Cộng hòa Séc                | Có                                    | cấp phép điện tử                      | cấp phép điện tử                       | cấp phép điện tử                       | cấp phép điện tử                       | cấp phép điện tử                       |
| Đan Mạch                    | Có                                    | cấp phép điện tử                      | cấp phép điện tử                       | cấp phép điện tử                       | cấp phép điện tử                       | cấp phép điện tử                       |
| Estonia                     | Có                                    | cấp phép điện tử                      | cấp phép điện tử                       | cấp phép điện tử                       | cấp phép điện tử                       | cấp phép điện tử                       |
| Phần Lan                    | Có                                    | cấp phép điện tử                      | cấp phép điện tử                       | cấp phép điện tử                       | cấp phép điện tử                       | cấp phép điện tử                       |
| Pháp                        | Có                                    | cấp phép điện tử                      | cấp phép điện tử                       | cấp phép điện tử                       | cấp phép điện tử                       | cấp phép điện tử                       |
| Đức                         | Có                                    | cấp phép điện tử                      | cấp phép điện tử                       | cấp phép điện tử                       | cấp phép điện tử                       | cấp phép điện tử                       |
| Hy Lạp                      | Có                                    | cấp phép điện tử                      | cấp phép điện tử                       | cấp phép điện tử                       | cấp phép điện tử                       | cấp phép điện tử                       |
| Hungary                     | Có                                    | cấp phép điện tử                      | cấp phép điện tử                       | cấp phép điện tử                       | cấp phép điện tử                       | cấp phép điện tử                       |
| Iceland                     | Có                                    | cấp phép điện tử                      | cấp phép điện tử                       | cấp phép điện tử                       | cấp phép điện tử                       | cấp phép điện tử                       |
| Ireland                     | Có                                    | cấp phép điện tử                      | cấp phép điện tử                       | cấp phép điện tử                       | cấp phép điện tử                       | cấp phép điện tử                       |
| Ý                           | Có                                    | cấp phép điện tử                      | cấp phép điện tử                       | cấp phép điện tử                       | cấp phép điện tử                       | cấp phép điện tử                       |
| Latvia                      | Có                                    | cấp phép điện tử                      | cấp phép điện tử                       | cấp phép điện tử                       | cấp phép điện tử                       | cấp phép điện tử                       |
| Liechtenstein               | Có                                    | cấp phép điện tử                      | cấp phép điện tử                       | cấp phép điện tử                       | cấp phép điện tử                       | cấp phép điện tử                       |
| Litva                       | Có                                    | cấp phép điện tử                      | cấp phép điện tử                       | cấp phép điện tử                       | cấp phép điện tử                       | cấp phép điện tử                       |
| Luxembourg                  | Có                                    | cấp phép điện tử                      | cấp phép điện tử                       | cấp phép điện tử                       | cấp phép điện tử                       | cấp phép điện tử                       |
| Malta                       | Có                                    | cấp phép điện tử                      | cấp phép điện tử                       | cấp phép điện tử                       | cấp phép điện tử                       | cấp phép điện tử                       |
| Monaco                      | Có                                    | cấp phép điện tử                      | cấp phép điện tử                       | cấp phép điện tử                       | cấp phép điện tử                       | cấp phép điện tử                       |
| Hà Lan                      | Có                                    | cấp phép điện tử                      | cấp phép điện tử                       | cấp phép điện tử                       | cấp phép điện tử                       | cấp phép điện tử                       |
| Na Uy                       | Có                                    | cấp phép điện tử                      | cấp phép điện tử                       | cấp phép điện tử                       | cấp phép điện tử                       | cấp phép điện tử                       |
| Bồ Đào Nha                  | Có                                    | cấp phép điện tử                      | cấp phép điện tử                       | cấp phép điện tử                       | cấp phép điện tử                       | cấp phép điện tử                       |
| San Marino                  | Có                                    | cấp phép điện tử                      | cấp phép điện tử                       | cấp phép điện tử                       | cấp phép điện tử                       | cấp phép điện tử                       |
| Slovakia                    | Có                                    | cấp phép điện tử                      | cấp phép điện tử                       | cấp phép điện tử                       | cấp phép điện tử                       | cấp phép điện tử                       |
| Slovenia                    | Có                                    | cấp phép điện tử                      | cấp phép điện tử                       | cấp phép điện tử                       | cấp phép điện tử                       | cấp phép điện tử                       |
| Tây Ban Nha                 | Có                                    | cấp phép điện tử                      | cấp phép điện tử                       | cấp phép điện tử                       | cấp phép điện tử                       | cấp phép điện tử                       |
| Thụy Điển                   | Có                                    | cấp phép điện tử                      | cấp phép điện tử                       | cấp phép điện tử                       | cấp phép điện tử                       | cấp phép điện tử                       |
| Thụy Sĩ                     | Có                                    | cấp phép điện tử                      | cấp phép điện tử                       | cấp phép điện tử                       | cấp phép điện tử                       | cấp phép điện tử                       |
| Bahamas                     | Không                                 | police certificate                    | Không                                  | Không                                  | Không                                  | Không                                  |
| Quần đảo Virgin thuộc Anh   | Không                                 | police certificate                    | Có                                     | Không                                  | Không                                  | Không                                  |
| Quần đảo Cayman             | Không                                 | police certificate                    | Không                                  | Không                                  | Không                                  | Không                                  |
| Quần đảo Turks và Caicos    | Không                                 | police certificate                    | Không                                  | Không                                  | Không                                  | Không                                  |
| Hồng Kông                   | Không                                 | Không                                 | Không                                  | Có                                     | Có                                     | Không                                  |
| Malaysia                    | Không                                 | Không                                 | Không                                  | Có                                     | Có                                     | Không                                  |
| Nauru                       | Không                                 | Không                                 | Không                                  | Có                                     | Có                                     | Không                                  |
| Papua New Guinea            | Không                                 | Không                                 | Không                                  | Có                                     | Có                                     | Không                                  |
| Nga                         | Không                                 | Không                                 | Không                                  | Có                                     | Có                                     | Không                                  |
| Trung Quốc                  | Không                                 | Không                                 | Không                                  | Không                                  | Có                                     | Không                                  |

1. ↑  Government sources disagree on whether nationals of Canada or Ireland require an entry permit for American Samoa.
2. ↑  For holders of Taiwan passports containing a National ID number only. Must hold a National ID card if utilizing Guam-CNMI Visa Waiver Program.
3. ↑  U.S., Puerto Rico, USVI and American Samoa waivers for British citizens only. Guam-CNMI waiver for British citizens and British Nationals (Overseas) only. BN(O)s must hold valid Hong Kong Permanent Identity Cards.
4. ↑  Must in conjunction hold a Hong Kong Permanent Identity Card.

## Thống kê nhập cảnh
| Trên 2 triệu | Trên 1 triệu | Trên 500 nghìn | Trên 250 nghìn | Trên 100 nghìn | Trên 15 nghìn | Dưới 15 nghìn |

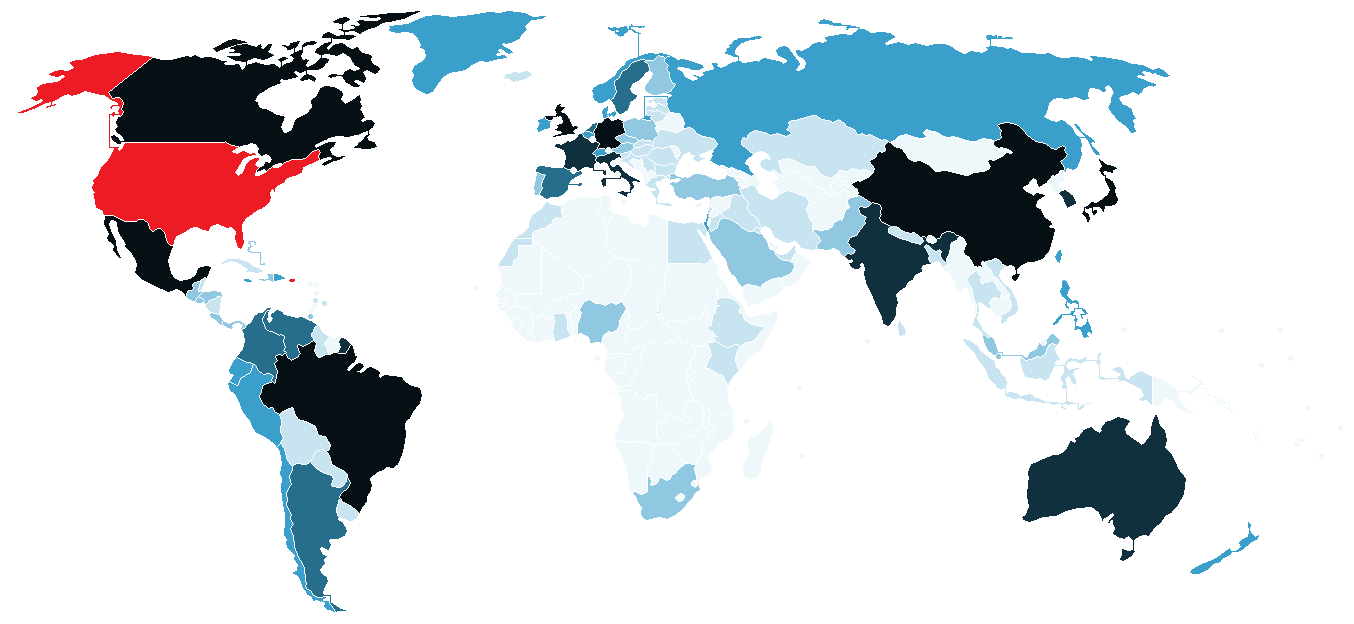
Hoa Kỳ Số lượng nhập cảnh không vì mục đích nhập cư đối với người du lịch và công tác ở Hoa Kỳ trong năm tài chính 2015:

Đa số người nhập cảnh không vì mục đích nhập cư đối với người du lịch và công tác ở Hoa Kỳ trong năm tài chính 2014, 2015 và 2016 đều đến từ các quốc gia sau:
| Quốc gia             | 2016       | 2015       | 2014       |
| -------------------- | ---------- | ---------- | ---------- |
| Mexico               | 18.420.891 | 19.175.345 | 18.889.281 |
| Canada               | 11.366.670 | 11.671.122 | 11.289.743 |
| Vương quốc Anh       | 4.930.593  | 4.691.874  | 4.549.934  |
| Nhật Bản             | 3.717.029  | 3.750.667  | 3.933.941  |
| Trung Quốc           | 2.587.968  | 2.309.654  | 2.001.302  |
| Đức                  | 2.190.832  | 2.208.145  | 2.283.086  |
| Hàn Quốc             | 2.001.417  | 1.742,.22  | 1.576.328  |
| Pháp                 | 1.897.398  | 1.915.725  | 1.966.335  |
| Brasil               | 1.866.261  | 2.383.822  | 2.275.588  |
| Úc                   | 1.423.898  | 1.399.615  | 1.389.358  |
| Ý                    | 1.262.691  | 1.229.115  | 1.282.485  |
| Ấn Độ                | 1.206.225  | 1.175.153  | 1.111.738  |
| Tây Ban Nha          | 1.012.133  | 953.969    | 955,737    |
| Argentina            | 943.224    | 765.576    | 730.089    |
| Colombia             | 885.763    | 928.424    | 924.916    |
| Hà Lan               | 766.691    | 749.826    | 766.936    |
| Tổng (toàn thế giới) | 69.128.433 | 69.025.896 | 67.519.113 |

| Thống kê Samoa thuộc Mỹ | Thống kê Samoa thuộc Mỹ | Thống kê Samoa thuộc Mỹ |
| Quốc gia                | 2015                    | 2014                    |
| ----------------------- | ----------------------- | ----------------------- |
| Samoa                   | 21.251                  | 20.786                  |
| Hoa Kỳ                  | 17.053                  | 14.487                  |
| New Zealand             | 3.580                   | 3.589                   |
| Philippines             | 1.016                   | 966                     |
| Úc                      | 860                     | 978                     |
| Trung Quốc              | 832                     | 758                     |
| Fiji                    | 639                     | 615                     |
| Tổng                    | 48,197                  | 45,326                  |

| Thống kê Guam            | Thống kê Guam | Thống kê Guam | Thống kê Guam |
| Quốc gia/Vùng lãnh thổ   | 2016          | 2015          | 2014          |
| ------------------------ | ------------- | ------------- | ------------- |
| Nhật Bản                 | 745.691       | 773.019       | 810.856       |
| Hàn Quốc                 | 544.954       | 427.900       | 308.037       |
| Hoa Kỳ                   | 77.701        | 70.246        | 55.192        |
| Đài Loan                 | 42.229        | 42.205        | 49.136        |
| Trung Quốc               | 27.013        | 23.698        | 16.280        |
| Philippines              | 21.657        | 12.427        | 12.079        |
| Northern Mariana Islands | 17.582        | 14.334        | 14.761        |
| Tổng                     | 1.535.410     | 1.409,050     | 1.343.092     |

| Thống kê Quần đảo Bắc Mariana | Thống kê Quần đảo Bắc Mariana | Thống kê Quần đảo Bắc Mariana | Thống kê Quần đảo Bắc Mariana |
| Quốc gia/Vùng Lãnh thổ        | 2016                          | 2015                          | 2014                          |
| ----------------------------- | ----------------------------- | ----------------------------- | ----------------------------- |
| Trung Quốc                    | 206.538                       | 186.509                       | 170.121                       |
| Hàn Quốc                      | 200.875                       | 182.622                       | 142.081                       |
| Nhật Bản                      | 62.120                        | 80.832                        | 109.793                       |
| Hoa Kỳ và Guam                | 22.447                        | 19,968                        | 20.405                        |
| Hồng Kông                     | 1.710                         | 732                           | 1.098                         |
| Nga                           | 1.796                         | 1.374                         | 11.200                        |
| Philippines                   | 999                           | 2.405                         | 694                           |
| Tổng                          | 501.469                       | 478.592                       | 459.240                       |